# Renseanlæg Damhusåen
Renseanlæg Damhusåen er et biologisk renseanlæg som sender det rensede vand ud i Øresund. Det ligger ved Åmarken Station i Valby, og er en del af Lynettefællesskabet I/S. Anlægget producerer 2,8 mio Nm3 biogas om året. Et hydrolyseanlæg blev sat i drift i 2023. Hver dag kører lastbiler 45 ton slam væk til forbrænding.
Udover renseanlægget huser Renseanlæg Damhusåen også et 777 kW solcelleanlæg, som var Nordens største ved indvielsen i 2013.